# Gone Too Soon
Gone Too Soon (englisch für „Zu früh gegangen“) ist eine Popballade von Michael Jackson, die 1991 erstmals auf dem Album Dangerous veröffentlicht wurde und dem AIDS-Aktivisten Ryan White gewidmet ist, mit dem Jackson befreundet war. Am 1. Dezember 1993 (dem Welt-Aids-Tag) wurde der Song als neunte und letzte Single aus dem Album ausgekoppelt. Das Cover zeigt Jackson und White. Die Single wurde nicht in den USA veröffentlicht.

## Entstehung
Der Song ist ursprünglich eine Coverversion der Sängerin Dionne Warwick. Mit diesem Song zollte sie 1983 in der Show "Here’s Television Entertainment" vielen verstorbenen Künstler Tribut, wie John Belushi, Buddy Holly und Elvis Presley. Warwick veröffentlichte den Song aber nie als Tonträger. Auch Donna Summer und Patti LaBelle coverten den Song live, jedoch erschienen diese Versionen ebenfalls nie. Als sich 1990 der Gesundheitszustand von Ryan White, einem engen Freund von Jackson, rapide verschlechterte und ein baldiger Tod absehbar wurde, entschied Jackson den Song zu covern und White zu widmen. Damit ist Gone Too Soon das erste Cover auf einem Album von Jackson seit 1979.

### Besetzung
- Komposition – Larry Grossman, Buz Kohan
- Executive Producer – Michael Jackson
- Produktion – Michael Jackson
- Co-Produktion, Mix und Tontechnik – Bruce Swedien
- Vocals – Michael Jackson
- Keyboard – David Paich
- Synthesizer – David Paich, Steve Porcaro, Michael Boddicker
- E-Bass – Abraham Laboriel
- Orchester Arrangement – Marty Paich

## Inhalt
Der Song beginnt mit einem Violinen-Intro. Der eigentliche Song ist nur durch Keyboards, einen E-Bass und geringfügigen Einsatz von Synthesizer-Effekten sowie teilweise erneut durch den Einsatz von Violinen instrumentalisiert. Der Song vergleicht textlich das Leben einer früh verstorbenen Person mit schönen Ereignissen, die jedoch vergänglich sind wie z. B. einem Sonnenuntergang oder einem Regenbogen.

„Like a comet

Blazing ’cross the evening sky

Gone too soon

[...]

Born to amuse, to inspire, to delight

Here one day

Gone one night“

„Wie ein Komet

Am Abendhimmel strahlend

Zu früh gegangen

[...]

Geboren um zu erheitern, zu inspirieren und zu erfreuen

Hier am Tag

Gegangen in der Nacht“

## Musikvideo
Das Video zeigt Fotos von White, der bereits 1990 verstorben war. Somit löste der Sänger sein Versprechen ein, dass White in einem Musikvideo mitspielen würde. Jackson selbst taucht hingegen nur zweimal auf Bildern neben Ryan auf. Bill DiCicco fungierte als Regisseur.

## Liveaufführungen
Jackson sang den Song nur einmal live während der Inauguration von US-Präsident Bill Clinton. Vor der Performance erinnerte er an Ryan White und forderte Clinton auf, sich in seiner Amtszeit gegen AIDS einzusetzen.

„I would like to take a moment to speak of something very personal. It concerns a dear friend of mine who is no longer with us. His name is Ryan White. He was a haemophiliac who was diagnosed for the AIDS virus when he was eleven. He died shortly after turning eighteen, when most young people are beginning to explore life’s wonderful possibilities. My friend Ryan was a very bright, very brave and very normal young man who never wanted to be a symbol or spokesman for a deadly disease. Over the years I shared many silly, happy and painful moments with Ryan. And I was with him at the end of his brief but eventful journey. Ryan is gone, and just as anyone who has lost a loved one to AIDS, I miss him deeply and constantly. He is gone, but I want his life to have meaning beyond his passing. It is my hope, President-elect Clinton, that you and your administration commit the resources needed to eliminate this awful disease that took my friend and ended so many promising lives before their time“

„Ich würde gerne einen Moment Zeit nehmen, um über etwas sehr persönliches zu sprechen. Es betrifft einen engen Freund von mir, der nicht länger unter uns ist. Sein Name ist Ryan White. Er litt an Hämophilie und bei ihm wurde im Alter von elf Jahren das AIDS-Virus diagnostiziert. Er starb kurz nach seinem 18. Geburtstag, wo die meisten jungen Leute beginnen, die wundervollen Möglichkeiten des Lebens zu entdecken. Mein Freund Ryan war ein sehr strahlender, sehr tapferer und sehr normaler junger Mann, der nie ein Symbol oder Sprachrohr für eine tödliche Krankheit sein wollte. Über die Jahre teilte ich viele alberne, fröhliche und schmerzerfüllte Momente mit Ryan. Und ich war bei ihm am Ende seiner kurzen, aber ereignisreichen Reise. Ryan ist gegangen, und genauso wie jeder, der jemand Geliebten an AIDS verloren hat, vermisse ich ihn zutiefst und fortwährend. Er ist gegangen, aber ich möchte, dass sein Leben über seinen Tod hinaus eine Bedeutung hat. Es ist meine Hoffnung, gewählter Präsident Clinton, dass Sie und Ihre Regierung die nötigen Ressourcen aufbringen, um diese furchtbare Krankheit auszulöschen, die meinen Freund genommen und viele weitere vielversprechende Leben vor derer Zeit beendet hat.“

## Charts und Chartplatzierungen
Gone too Soon erreichte Platz 39 der europäischen Singlecharts und hielt sich 2 Wochen in den Top 100.
| ChartsChartplatzierungen     | Höchstplatzierung | Wochen |
| ---------------------------- | ----------------- | ------ |
| Deutschland (GfK)            | 45 (5 Wo.)        | 5      |
| Schweiz (IFPI)               | 33 (4 Wo.)        | 4      |
| Vereinigtes Königreich (OCC) | 33 (5 Wo.)        | 5      |

## Titelliste
| 7"-Single, CD-Single - Gone Too Soon - Gone Too Soon (Instrumental) CD-Maxi-Single und 12"-Single - Gone Too Soon - Human Nature - She’s Out of My Life - Thriller | Kassette - Gone Too Soon - Gone Too Soon (Instrumental) - Gone Too Soon (teilweise) - Gone Too Soon (Instrumental) (teilweise) Promo - Gone Too Soon - Gone Too Soon (Instrumental) (teilweise) |